# 1004 Belopolskya
1004 Belopolskya (privremena oznaka 1923 OS), asteroid vanjskog glavnog pojasa. Otkrio ga je Sergej Beljavskij, 5. rujna 1923. Nazvan je po ruskom astronomu Aristarhu Belopolskiju.

## Vanjske poveznice
- Minor Planet Center